# Brnj
Brnj är en ort i Bosnien och Hercegovina.   Den ligger i entiteten Federationen Bosnien och Hercegovina, i den centrala delen av landet, 40 km nordväst om huvudstaden Sarajevo. Brnj ligger 523 meter över havet och antalet invånare är 519.
Terrängen runt Brnj är kuperad.Runt Brnj är det ganska tätbefolkat, med 93 invånare per kvadratkilometer.. Närmaste större samhälle är Zenica, 17,5 km väster om Brnj. 
Omgivningarna runt Brnj är en mosaik av jordbruksmark och naturlig växtlighet.